# L'Homme sans nom (personnage)
 (décembre 2020).
Si vous disposez d'ouvrages ou d'articles de référence ou si vous connaissez des sites web de qualité traitant du thème abordé ici, merci de compléter l'article en donnant les références utiles à sa vérifiabilité et en les liant à la section « Notes et références ».
Pour les articles homonymes, voir L'Homme sans nom (homonymie).
L'Homme sans nom (L'uomo senza nome en version originale) est un antihéros interprété par Clint Eastwood dans la « trilogie du dollar » de Sergio Leone, composée des films Pour une poignée de dollars (1964), Et pour quelques dollars de plus (1965) et Le Bon, la Brute et le Truand (1966). Il est reconnaissable à son poncho, son chapeau marron, son penchant pour les cigarillos et son tempérament taciturne.
Clint Eastwood incarne dans Pale Rider, le cavalier solitaire un personnage dont le nom n'est pas dévoilé.
Dans L'Homme des Hautes Plaines Clint Eastwood joue aussi le rôle d'un justicier fantôme anonyme semblant sorti de nulle part et qui repart mystérieusement après avoir rempli sa mission.